# Pierre Laborde
 (avril 2014).
Pierre Laborde est un architecte français, né le 12 avril 1908 à Paris et mort le 12 juin 1994 à Sallanches. Architecte urbaniste auprès du Ministère de la France d’outre-mer, il a travaillé à Madagascar, en Nouvelle-Calédonie et au Sénégal. Il a conçu, outre de nombreux logements en métropole, les installations du CEA à Fontenay-aux-Roses et l’Institut Gustave-Roussy à Villejuif.

## Biographie
Tout en étant d’origine béarnaise, Pierre Laborde naît à Paris le 12 avril 1908. Reçu en février 1929 à l'École des beaux-arts de Paris, il entre dans l’atelier de Roger-Henri Expert.
Architecte urbaniste auprès du Ministère de la France d’outre-mer de 1950 à 1955, il s’illustre notamment à Madagascar, en Nouvelle-Calédonie (plans directeurs d’urbanisme de Nouméa), au Sénégal (à Saint-Louis et à Kaolack) et au Cameroun (à Douala). En métropole, il réalise des logements à Troyes, à Nîmes et à Brioude, ainsi que la cité Saint-Pierre à Lourdes, commanditée par le Secours catholique et destinée à accueillir des pèlerins peu fortunés. Il obtient en 1952 le second prix au concours pour la Maison de la radio, dont le lauréat et réalisateur devait être Henri Bernard.
Il est admis en 1960 à l'Académie d’architecture dont il devient Secrétaire général, puis Vice-Président. En 1969, il restaure l’hôtel de Chaulnes dans lequel s’installera l'Académie d’architecture.

## Œuvres principales
Ses deux principales réalisations restent néanmoins, d’une part, les installations du Commissariat à l’énergie atomique (CEA) à Fontenay-aux-Roses et, d’autre part, l'Institut Gustave-Roussy à Villejuif, très grand établissement voué à la lutte contre le cancer et dont la commande lui avait été procurée par le Professeur Pierre Denoix.
Le parti architectural résulte directement du projet hospitalier : il s’agit de raccourcir le plus possible les liaisons entre l’hospitalisation, les consultations, le plateau technique et la recherche. La disposition « en hauteur » en découle nécessairement. De fait, l’hôpital, haut de quatorze étages à l’origine, est conçu autour d’une tour centrale qui contient les circulations verticales et qui joue le rôle d’un véritable pivot. Cet axe vertical dessert, d’un côté, un très vaste bâtiment, en forme de barre ou de “bras”, destiné à la consultation et à la recherche et, de l’autre, les bâtiments d’hospitalisation disposés en “demi-étoile” à quatre “doigts”.

## Sources
- J.-M. Valentin, Éloge de Pierre Laborde à l’Académie d’architecture, Paris, 12 juin 1997[5].